# عزة للنقل الرحلة 2241
رحلة عزة للنقل 2241 كانت رحلة شحن مجدولة من مدينة الشارقة في الإمارات العربية المتحدة إلى الخرطوم في السودان. تحطمت الطائرة التابعة لشركة عزة للنقل الجوي من طراز «بوينغ 707» في 21 أكتوبر 2009 وأدى الحادث إلى مقتل 6 اشخاص من أفراد الطاقم من الجنسية السودانية.

## وصف الطائرة والطاقم
الطائرة التي تحطمت هي من طراز بوينغ 707 وتحمل رقم تسجيل ST-AKW. حلقت الطائرة لأول مرة في 1 مايو 1968 وسلمت إلى لوفتهانزا في 17 فبراير 1969 حيث كانت مسجلة برقم تسجيل D-ABUJ. وفي 23 مارس 1977، أُجّرت إلى كوندور ثم بيعت إلى الإمارات العربية المتحدة في 5 مايو 1981 غُيّر تسجيل الطائرة إلى A6-DPA .
في 26 مايو 1986، بيعت الطائرة إلى الحكومة السودانية وغُيّر تسجيلها إلى ST-AKW. وفي 26 أكتوبر 1986 بيعت إلى شركة طيران سفاري النيل، وبقيت تخدم في الشركة حتى بيعت إلى شركة ترانس العربية للنقل الجوي في 28 مايو 1992. وكان التغيير النهائي للملكية في 16 أغسطس 1994 عندما بيعت إلى شركة عزة للنقل.
كان القبطان البالغ من العمر 61 عامًا قد عمل سابقًا في الخطوط الجوية السودانية ولديه 19,943 ساعة طيران، لكن لم يُعرف إذا كان عنده خبرة في قيادة طائرة بوينج 707. الضابط الأول البالغ من العمر 34 عامًا كان لديه 6649 ساعة طيران بما في ذلك 5011 ساعة على متن طائرة بوينج 707. أما مهندس الطيران البالغ من العمر 53 عامًا فلديه 7324 ساعة طيران وكلها كانت على متن طائرة بوينج 707.

## الحادثة
في 21 أكتوبر 2009 في الساعة 15:30 بالتوقيت المحلي (11:30 بتوقيت غرينتش) تحطمت طائرة شحن من طراز بوينغ 707- 320 مملوكة لشركة عزة للطيران السودانية والمشغلة من قبل الخطوط الجوية السودانية على بعد 3 كم شمال مطار الشارقة الدولي وعلى متنها ستة أشخاص حيث لقي أفراد طاقم الطائرة وجميعهم يحملون الجنسية السودانية حتفهم في الحال.
كانت طائرة الشحن المنكوبة تحمل على متنها وحدات تكييف الهواء وقطع غيار السيارات والحواسيب والأدوات وسقطت بعد دقيقتين من إقلاعها خارج حرم المطار وفي منطقة غير مأهولة بالسكان وهرعت سيارات الإسعاف والدفاع المدني إلى مكان الحادث وقامت بإخماد الحريق وسيطرت عليه بعد قرابة ساعتين ونصف الساعة وحاولت العثور على ناجين. أحيط المكان بطوق امني في وقت تجمهر عدد كبير من المارة تصادف وجودهم في محيط المكان وقت وقوع الحادث فيما تدافع البعض لمعرفة مصير أقربائهم.
قامت دائرة الطيران المدني بالشارقة على الفور بإغلاق مدرج المطار لفترة قصيرة من الوقت لإجراء الفحوصات الفنية اللازمة عليه، وذلك كإجراء وقائي متبع في مثل هذه الحالات. فيما تم تحويل 8 رحلات إلى مطارات مجاورة. كما قامت السلطات الأمنية والهيئة العامة للطيران المدني باستلام موقع الحادث وعثرت فيه على الصندوق الأسود للطائرة.
كان سقوط الطائرة مفاجئًا إذ لم يصدر عن قائدها أي طلب للمساعدة قبل الهبوط وتحطمت عقب دقيقتين فقط من الإقلاع وكانت حمولتها عادية حيث كانت محملة بنحو 31 طنا بينما سعتها تصل إلى 38، ذكر شهود عيان إن الطائرة قد تفحمت تماما ولم ينج أحد من طاقمها، افادت المعلومات أن قطعة من الطائرة سقطت بعد وقت قصير من إقلاعها يعتقد أنها تعود لأحد المحركات.

## التحقيقات والنتائج
في اعقاب الحادث بدأت الهيئة العامة للطيران المدني في الإمارات العربية المتحدة تحقيقا في الحادث. عثر على مسجل صوت قمرة القيادة ومسجل بيانات الرحلة وأرسلا إلى المملكة المتحدة للتحليل. وفي فبراير 2010، أفادت التقارير بأن كلا المسجلين لا يعملان، ولم يتم استرداد أي بيانات منهما. وفي يناير 2011، أصدرت الهيئة تقريرا مؤقتا. اوضح بان غطاء المحرك سقط بعيدا عن المحرك رقم 4 بعد وقت قصير من اقلاعها. وذكر التقرير النهائي أن سبب الحادث هو تجاوز الطائرة لزاوية الإقلاع القصوى. وقد تسبب هذا في توقف وفقدان السيطرة على المحركات. ظن الطاقم ان المشكلة في المحرك رقم 4 فقط ولذلك حاولوا التفاعل مع ما حصل في محرك رقم 4 من فقدان للطاقة، بينما كانت الحقيقة ان كل المحركات اصحبت خارج السيطرة نتيجة رد الفعل الخاطئ للطاقم، واخيرًا توقفت المحركات الاربعة تمامًا وفقدت الطاقة بشكل نهائي ما أدى إلى تحطم الطائرة.
و خلال فترة التحقيقات منعت شركة عزة للنقل من الطيران في اجواء الإمارات